# زنبوران عسل
زنبوران عسل (به لاتین: Apidae) بزرگترین خانواده در بالاخانوادهٔ زنبورواران است که دارای حداقل ۵۷۰۰ گونه زنبور است. این خانواده شامل برخی از رایج‌ترین زنبورها، از جمله زنبورهای گرده و زنبورهای عسل است، اما همچنین شامل زنبورهای بدون نیش (همچنین برای تولید عسل استفاده می‌شود)، زنبورهای درودگر، زنبورهای ارکیده، کوکوزنبورها و شماری دیگر از گروه‌های کمتر شناخته‌شده هستند. بسیاری از آنها گرده‌افشان‌های ارزشمندی در زیستگاه‌های طبیعی و برای محصولات کشاورزی هستند.

### زیرخانواده‌ها

#### زنبوریان عسل (Apinae)
تبارها عبارتند از:
- Ancylaini[۴]
- Anthophorini
- زنبورعسل‌تباران
- زنبورگرده‌تباران
- Centridini

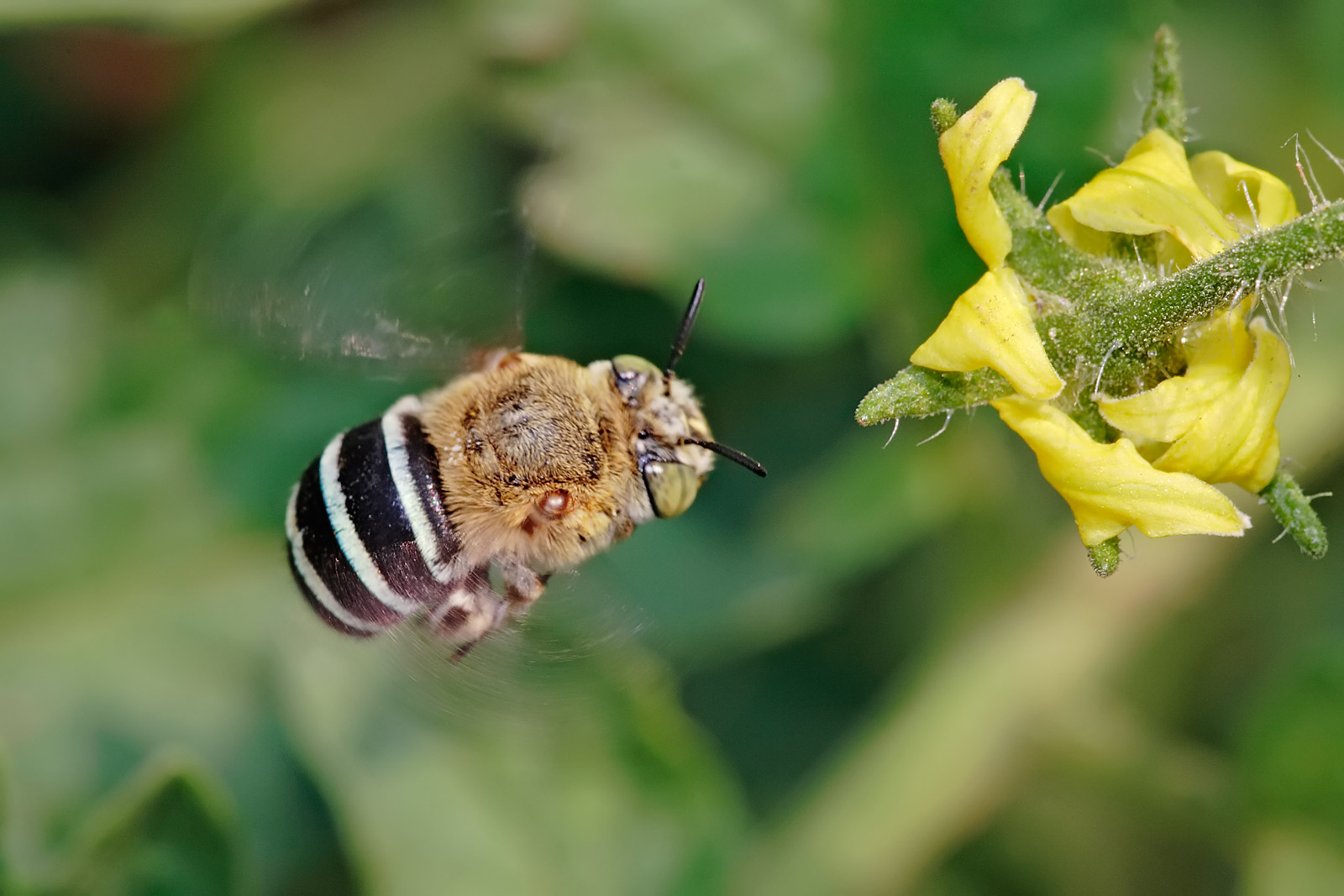
Amegilla cingulata - زیرخانواده گونه زنبوریان عسل Apinae، از زنبورهای نواری آبی استرالیایی، نزدیک به گل گوجه فرنگی

- Emphorini—(زیرتبار Ancyloscelidina; زیرتبار Emphorina)
- Ericrocidini
- Eucerini
- Euglossini
- Exomalopsini
- Melectini
- Meliponini
- Osirini
- Protepeolini
- Rhathymini
- Tarsaliini[۴]

#### کوکوزنبوریان (Nomadinae)
تبارها عبارتند از:
- Ammobatini
- Ammobatoidini
- Biastini
- Brachynomadini

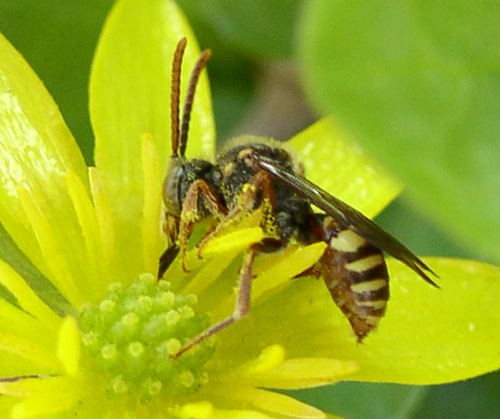
زیرخانواده کوکوزنبوریان Nomadinae یک گونه کوکوزنبور، روی گل.

- Epeolini—(زیرتبار Epeolina; زیرتبار Odyneropsina; زیرتبار Thalestriina)
- Hexepeolini
- Neolarrini
- Nomadini
- Townsendiellini

#### زنبوریان درودگر (Xylocopinae)

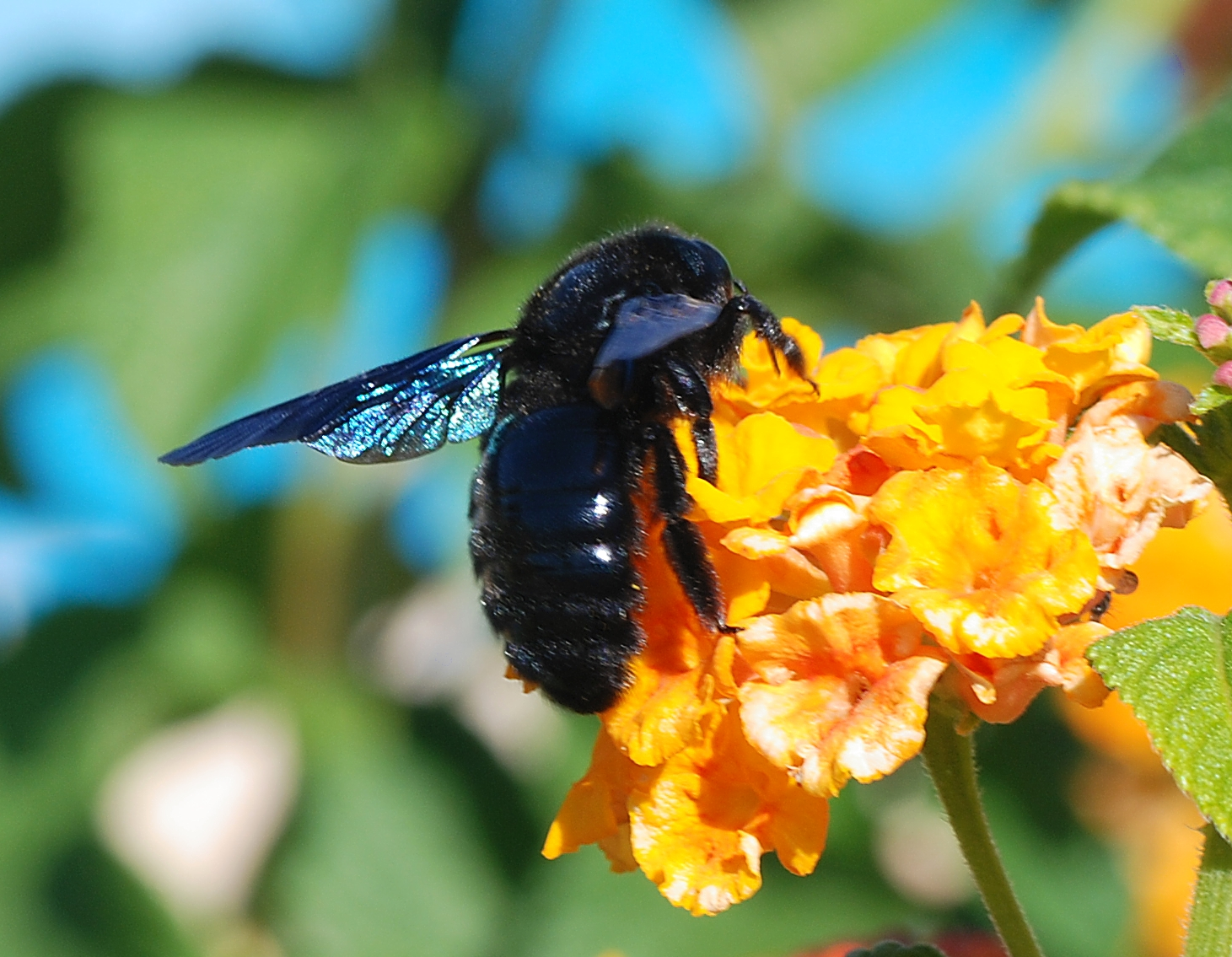
Xylocopa violacea - یک زنبور درودگر زیر خانواده Xylocopinae، روی گل.

بیشتر اعضای این زیرخانواده در ساقه گیاهان یا چوب لانه می‌سازند.
تبارها عبارتند از:
- Allodapini
- Ceratinini
- Manueliini
- زنبورتباران درودگر